# Канадская комфортная кабина

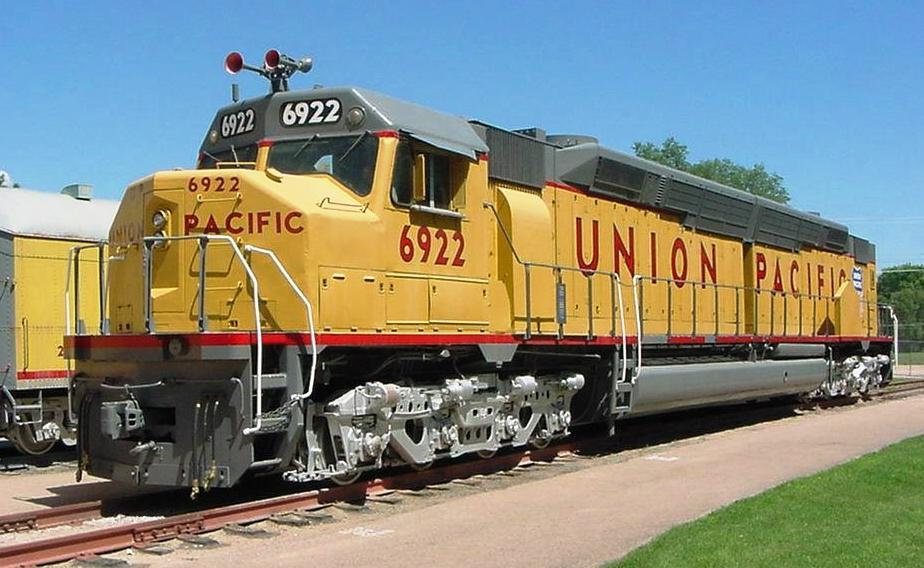
DDA40X с прототипом кабины

Канадская комфортная кабина, также известная как широконосая кабина, получила широкое распространение на тепловозах с капотным кузовом, работающих на железных дорогах Канады и США. Своё второе название получила от того, что конструктивно расположена в передней части локомотива на всю ширину кузова.
Прототип канадской кабины впервые появился в 1969 году на восьмиосных тепловозах DDA40X фирмы EMD, причём форма была скопирована с кабин тепловозов F45 и FP45, имевших кузова вагонного типа (кабина с кузовом составляла единое целое). Собственно первые канадские комфортабельные кабины появились на тепловозах моделей GP38-2W, GP40-2W и SD40-2W, которые эксплуатировались на Canadian National Railway. Эти кабины были изготовлены на заводе Montreal Locomotive Works.

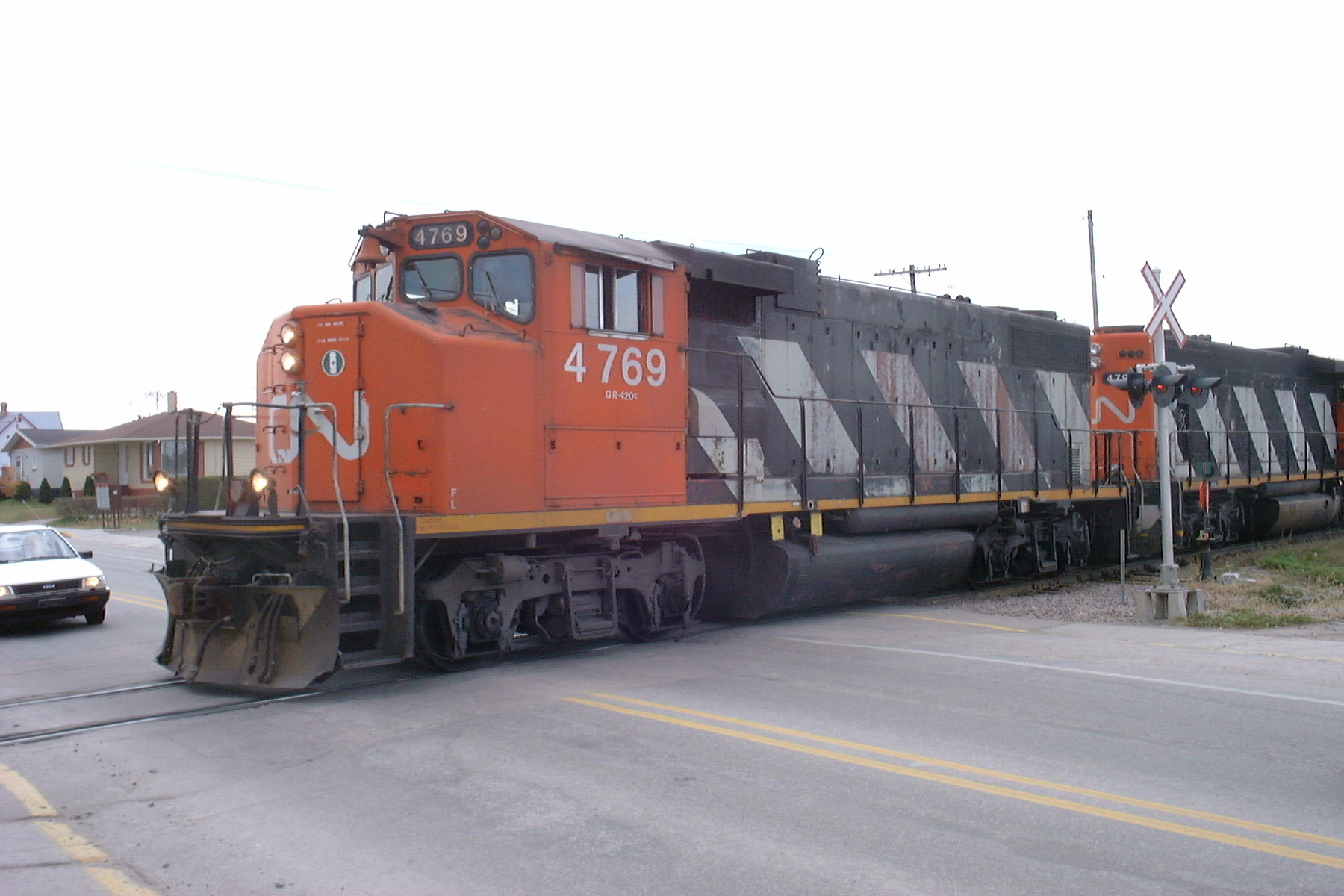
GP38-2W, оборудованный канадской кабиной

Конструкция кабины прежде всего рассчитана на обеспечение безопасности локомотивной бригады. Так в качестве обшивки применена специальная сталь толщиной 3 мм, что позволяет сохранять целостность кабины при столкновении с расположенными на путях крупными объектами. Для окон применены пуленепробиваемые стёкла, которые выдерживают попадание пули 22 калибра либо шлакоблока (согласно предписаниям Федеральной американской железнодорожной администрации).
Комфорт бригады обеспечивается прежде всего большой шириной, а следовательно, и увеличенной площадью кабины. Также по сравнению с другими типами кабин американских локомотивов канадская кабина более герметична (в том числе и за счёт применения уплотнений на входных дверях), а окна оборудованы электрическим подогревом, предохраняющим от образования на стёклах инея. Помимо этого, на многих локомотивах фирма EMD применяет так называемую «Тихую кабину». В данном случае кабина представляет собой отдельную конструкцию и крепится на раму локомотива через специальные шумо- и вибропоглощающие амортизаторы.